# Yael Stone
Yael Stone (Sydney, 6 marzo 1985) è un'attrice australiana, conosciuta a livello internazionale per il ruolo di Lorna Morello nella serie Netflix Orange Is the New Black. Ha lavorato per anni a teatro in patria, vincendo due Sydney Theatre Award.

## Biografia
Nasce a Sydney, in Australia, da una famiglia ebraica, figlia di Judy, un'infermiera, e Harry Stone, un architetto. Il padre è nato nell'allora Cecoslovacchia da genitori sopravvissuti alla Shoah, mentre sua madre si è convertita all'ebraismo in occasione delle proprie nozze. Suo fratello, Jake, è il cantante della band Bluejuice, mentre sua sorella, Elana, è una musicista.
Yael Stone frequenta la Newtown High School of the Performing Arts e il National Institute of Dramatic Art.
È sposata dal 2012 con un attore australiano, Dan Spielman, con il quale vive a New York.

## Carriera
Ha iniziato a recitare da piccola, con ruoli nel film Nei panni dell'altra (Me Myself I) e nella miniserie televisiva The Farm. Lavora soprattutto a teatro: al Sydney Theatre Awards 2008, vince il premio come miglior esordiente e miglior attrice non protagonista per il suo lavoro in The Kid. Lavora anche in televisione, recitando dei ruoli secondari in All Saints e Spirited. Dal 2010 al 2011, recita in The Diary of a Madman, ruolo per la quale è nuovamente nominata miglior attrice non protagonista al Sydney Theatre Awards. Nel febbraio 2011, vola a New York per esibirsi in The Diary of a Madman, questa volta prodotto dalla Brooklyn Academy of Music, prima di tornare a ruoli da protagonista a Sydney in opere come A Golem Story, Summer of the Seventeenth Doll e Come vi piace.
Nel dicembre del 2011, la Stone decide di trasferirsi definitivamente a New York, co-fondando una compagnia di teatro sperimentale. Dopo soli quattro mesi nella Grande Mela, approda nel cast della serie televisiva targata Netflix Orange Is the New Black, serie ambientata in un carcere femminile. La Stone recita il ruolo di Lorna Morello, una prigioniera del New Jersey; il suo accento, un misto tra quello di Brooklyn e quello di Boston, è stato definito da un giornalista di The New Republic «l'accento più incredibile della televisione», venendo confermata sia nella seconda sia nella terza stagione.

## Filmografia

### Cinema
- Nei panni dell'altra (Me Myself I), regia di Pip Karmel (1999)
- West, regia di Daniel Krige (2007)
- The Lost Aviator, regia di Andrew Lancaster (2014)
- Matrimonio con l'ex (The Wilde Wedding), regia di Damian Harris (2017)
- Blacklight, regia di Mark Williams (2022)
- Blaze, regia di Del Kathryn Barton (2022)

### Televisione
- All Saints – serie TV, 14 episodi (2007-2008)
- Spirited – serie TV, 13 episodi (2010-2011)
- Orange Is the New Black – serie TV, 55 episodi (2013-2019)
- Childhood’s End – miniserie TV, 3 episodi (2015)
- High Maintenance – serie TV, 3 episodi (2015-2016)
- Deep Water – serie TV, 3 episodi (2016)
- Penn Zero: Eroe Part-Time – serie TV, 2 episodi (2017) - voce
- Picnic at Hanging Rock – miniserie TV, 6 puntate (2018)
- Wellmania – serie TV, episodio 1x06 (2023)

## Doppiatrici italiane
Nelle versioni in italiano delle opere in cui ha recitato, Yael Stone è stata doppiata da:
- Sabrina Duranti in Orange Is the New Black, Childhood's End
- Angela Brusa in Picnic at Hanging Rock
- Alessandra Bellini in Blacklight